# Joseph Posenaer
Joseph Posenaer (né à Anvers le 23 novembre 1876 et mort à Borgerhout le 29 janvier 1935) est un peintre de genre, de figures et de paysages belge.

## Biographie

### Famille et formation
Joseph (Josephus Carolus Franciscus) Posenaer, né à Anvers le 23 novembre 1876, est le fils de Franciscus Stephanus Paulus Posenaer, agent de commerce, et de Maria Theresia Josephina De Bruyn.
Joseph Posenaer étudie à l'Académie royale des beaux-arts d'Anvers sous la direction de Jean-Baptiste Michiels et Frans Lauwers. Ensuite, il poursuit ses études à l'Institut supérieur des beaux-arts d'Anvers.

### Carrière
Joseph Posenaer commence sa carrière artistique en 1899 en exposant à Anvers, où il remporte le prix Nicaise De Keyser. En 1901, grâce au tableau Le Réconfort des affligés, il remporte le second Prix de Rome belge. Cette récompense est assortie d'une bourse et lui permet de voyager en Italie, en Espagne et en Afrique du Nord, lieux d'où il ramène des œuvres picturales,.
Joseph Posenaer est nommé professeur de dessin, puis, en 1922, professeur de dessin de torse à l'Académie royale des beaux-arts d'Anvers et réalise des fresques pour les écoles communales de la ville. Il est également président (1926), puis secrétaire d'honneur du cercle artistique Als ik Kan.
Joseph Posenaer, époux de Maria Ancion, meurt à Borgerhout le 29 janvier 1935, à l'âge de 68 ans après une longue maladie.

## Œuvres

### Expositions
- Taquinerie (1891)[1] ;
- Matin de septembre (1913) ;
- Nuit d'été à Capri (1914) ;
- Golgotha, conservé au Musée royal des Beaux-Arts d'Anvers[6].

### Enchères
Entre 1993 et 2021, plusieurs œuvres de Joseph Posenaer sont vendues aux enchères :
- Marie Madeleine (1887) ;
- Carnaval (1895) ;
- Ronda (1900) ;
- Côte rocheuse à Biarritz (1903) ;
- Guerre et Paix (1904) ;
- Cendrillon (1908) ;
- Les Paons (1910) ;
- Tanger (1932) ;
- Fertilité ;
- Paysage aux saules têtards ;
- Musicien et spectatrices ;
- Scène de rue et charrette tirée par un cheval.

## Galerie

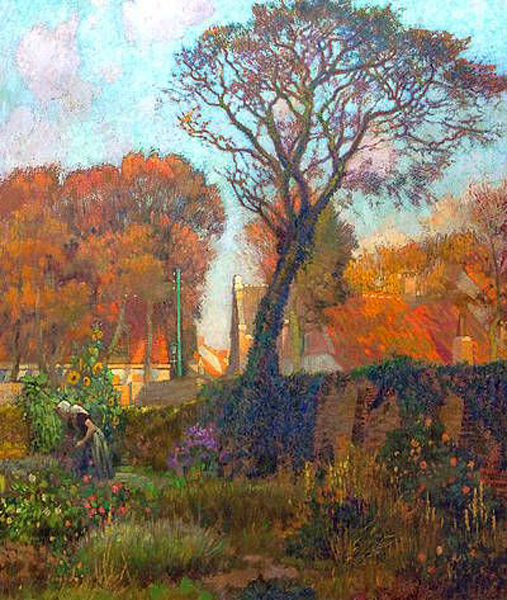
Jardin à Dombourg, vers 1910.
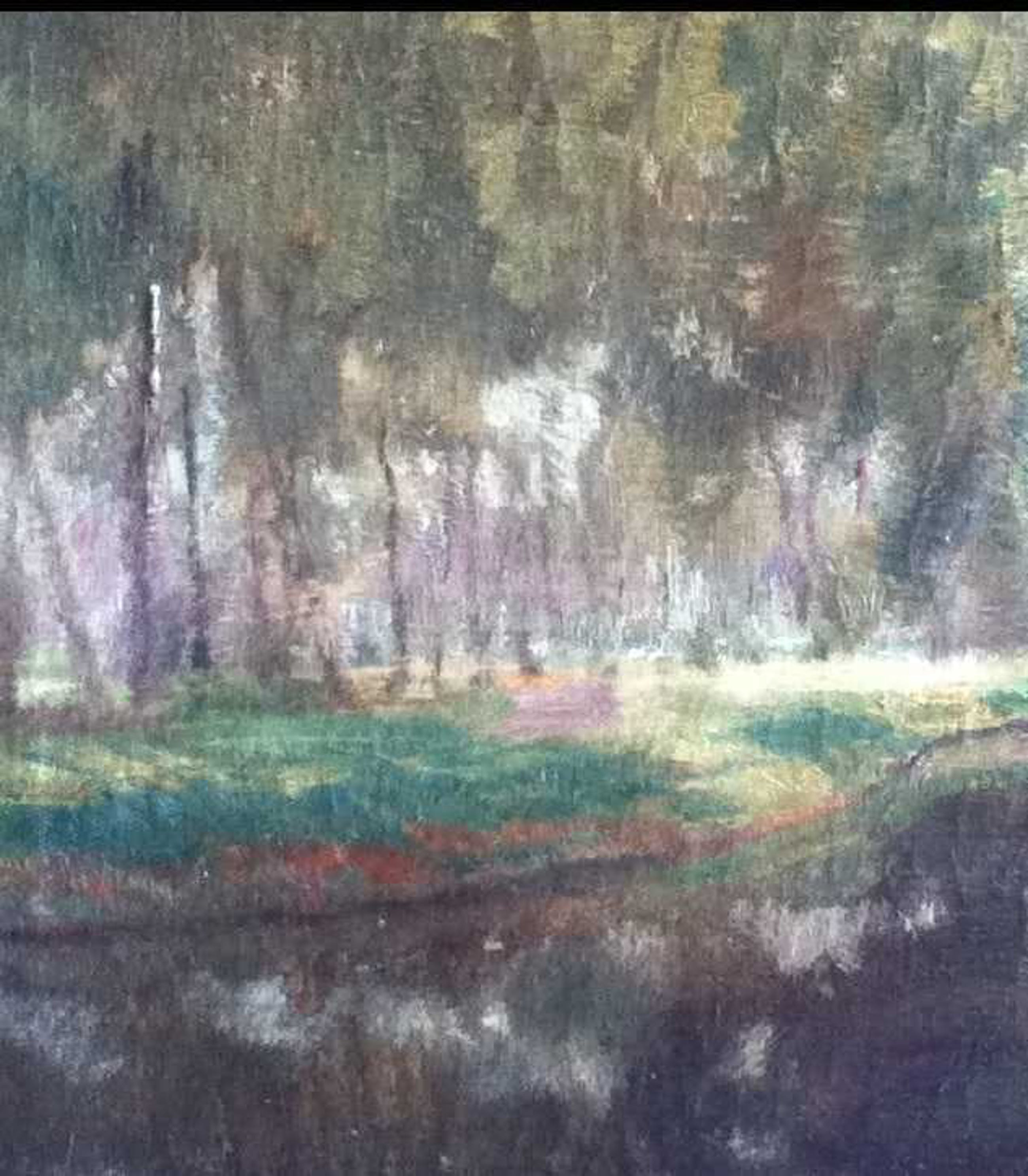
Le Cours de la rivière, vers 1910.
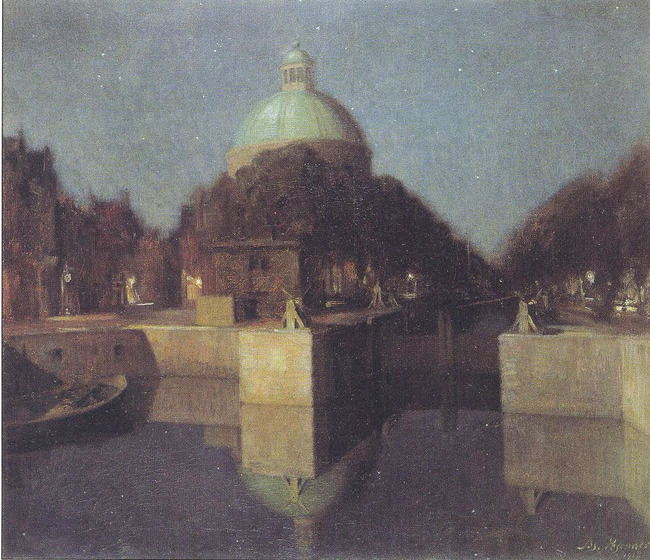
Impression de nuit à Amsterdam, 1918.
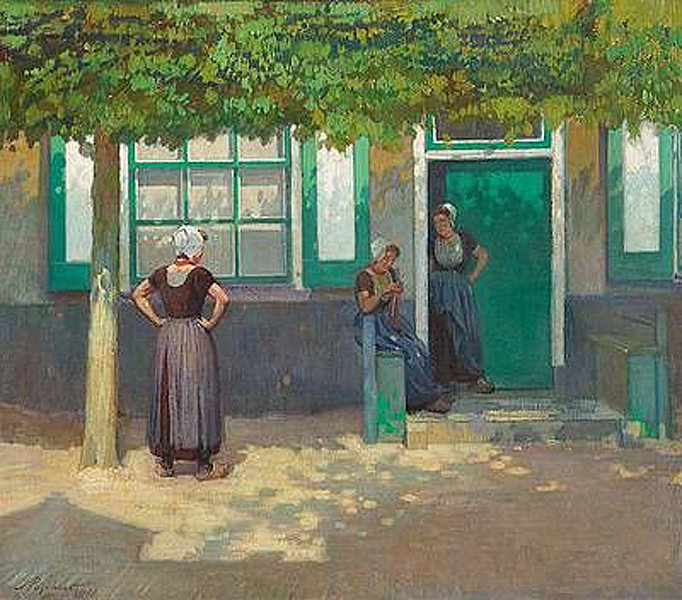
Filles zélandaises sous les saules, Dombourg, vers 1920.
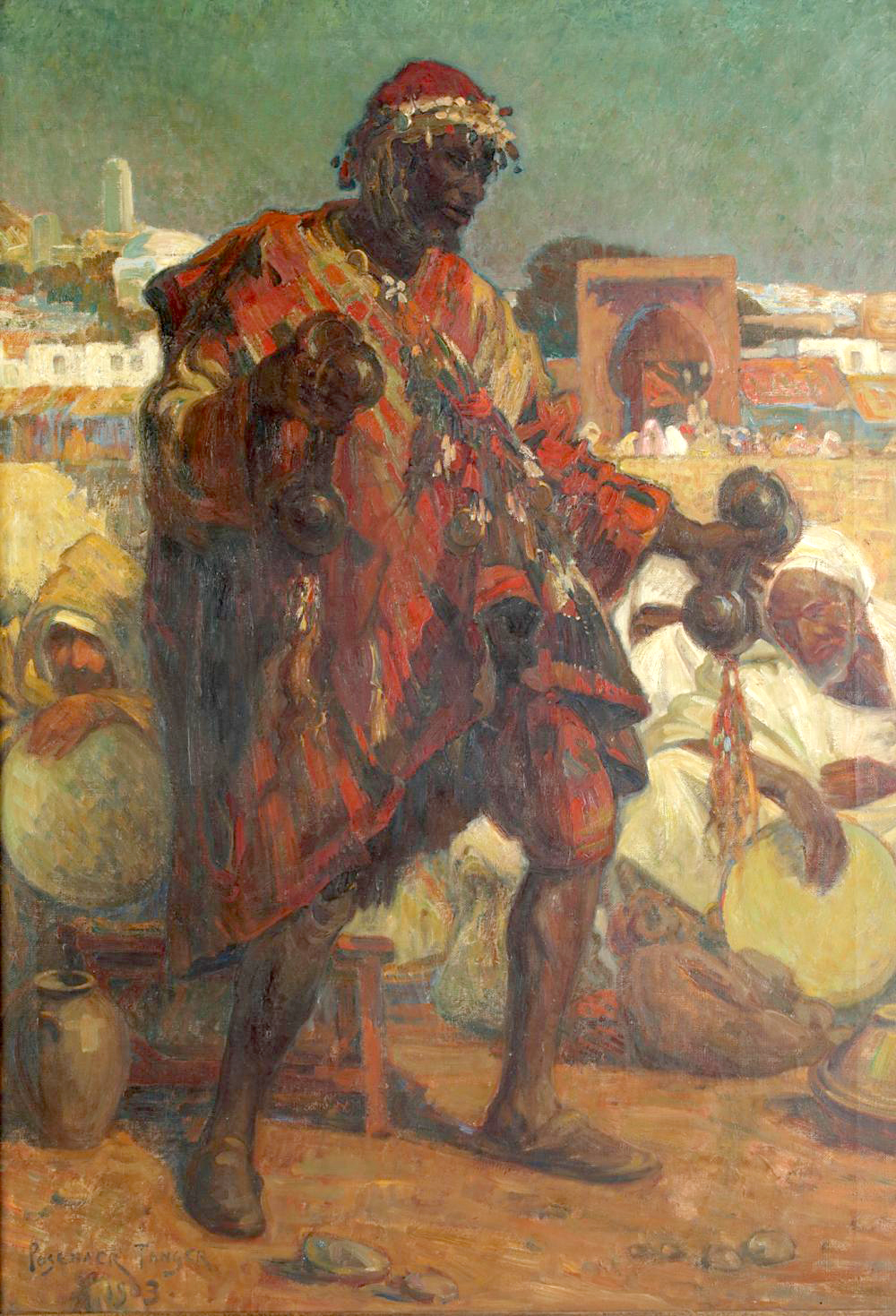
Scène orientaliste avec un danseur, vers 1920.

## Honneurs
Joseph Posenaer est :
- Chevalier de l'ordre de Léopold ;
- Chevalier de l'ordre de la Couronne.